# Boris Kaczura
Boris Wasiljewicz Kaczura (ros. Борис Васильевич Качура, ur. 1 września 1930 w Tulczynie, zm. 4 lipca 2007 w Kijowie) – radziecki działacz partyjny.

## Życiorys
W 1954 ukończył Charkowski Instytut Politechniczny, w latach 1954–1963 pracował w przedsiębiorstwach obwodu donieckiego, od 1957 członek KPZR. Od 1963 funkcjonariusz partyjny, w latach 1968–1974 I sekretarz Komitetu Miejskiego KPU w Żdanowie (obecnie Mariupol), 1974–1976 II sekretarz, a od 10 stycznia 1976 do 29 października 1982 I sekretarz Komitetu Obwodowego KPU w Doniecku, 1982–1990 sekretarz KC KPU. W latach 1976–1990 członek KC KPZR. Deputowany do Rady Najwyższej ZSRR 10. i 11. kadencji.

## Odznaczenia
- Order Lenina (dwukrotnie)
- Order Rewolucji Październikowej
- Order „Znak Honoru”